# Son Mesquida Vell
Son Mesquida Vell és una possessió situada al municipi d'Algaida, a Mallorca. Antigament, era coneguda amb el nom de Formiguera i a partir dels inicis del segle xix canvià a la denominació actual. La família Mesquida de Formiguera, de la noblesa general del regne, fou propietària de les terres de Son Mesquida Vell des del segle xv fins a les acaballes del segle xviii. Etimològicament, el llinatge Mesquida prové de l'arab mäsgit, que vol dir "mesquita". Confrontava abans de l'any 1920, quan començà la seva decadència, amb les possessions de Son Reus Vell i Son Mesquida Nou a tramuntana; la carretera de Sant Joan la separava de la possessió de Cabrera a llevant i migjorn, i a ponent, amb altres establits. Després de la segregació de Son Mesquida Nou, al voltant de l'any 1800, la possessió quedà reduïda a poc més de 130 quarterades d'extensió.

## Construccions
Les cases han sofert diverses modificacions i han perdut part del seu antic caràcter. Allà on abans hi havia un trespol interior empedrat, ara hi ha una capa de ciment, així com a la clastra que dona a la façana posterior. Amb les reformes ha desaparegut una finestra a la part de ponent que, juntament amb l'escut d'armes dels Mesquida al portal forà, que eren els detalls més valuosos de les cases.
El cup és grandiós. Té uns esvelts arcs ogivals que aguanten el sostre de la coberta. Encara hi resten dues bótes de grans proporcions, emprades avui per emmagatzemar-hi el gra, testimonis d'un temps millor quan Son Mesquida, devers, l'any 20, encara tenia trenta quarterades de vinya, que foren casualment les primeres que es varen vendre.
En unes dependències que donen a la clastra posterior hi ha l'antic forn de coure pa i, en unes altres, les restes d'un molí de sang. Son Mesquida era terra bona dedicada al conreu del blat i la vinya.
Al costat mateix de la carretera de Sant Joan i un poc més avall de les cases hi ha unes ruïnes de l'antiga sínia de Son Mesquida que servia per regar l'hortet casolà de la possessió.